# Laura Henderson
Laura Henderson (6 dicembre 1863 – 29 novembre 1944) è stata una produttrice teatrale inglese.
Nel 1931 acquistò il Palais de Luxe di Londra e con l'aiuto dell'architetto Howard Jones lo trasformò in un teatro, il Windmill Theatre. Per tentare di emulare le Folies Bergère e il Moulin Rouge, la signora Henderson e il direttore artistico Vivian Van Damm decisero di avere ragazze nude in scena, ma per motivi di censura le donne senza vestiti dovevano restare completamente immobili. Lo spettacolo si rivelò un inaspettato successo e, nonostante i bombardamenti nazisti, il teatro rimase aperto per tutta la durata della seconda guerra mondiale.
La vicenda della signora Hendersen è stata d'ispirazione per il film di Stephen Frears Lady Henderson presenta, in cui Laura Hendersen è stata interpretata da Judi Dench.